# Vestre Fjordpark
Vestre Fjordpark er et fritidsområde i Aalborg beliggende ud til Limfjorden i Vestbyen mellem Fjordbyen og færgelejet for Egholmfærgen. Området er på 165.000 m² og vil når det er færdigbygget i sommeren 2017 rumme friluftsbad samt faciliteter for bl.a. vinterbadere, kajakroere, svømmedykkere og friluftsvejledere.
Budgettet er på 65 mio. kr., som dækkes af Aalborg kommune og fondsmidler. Det Obelske Familiefond, Nordea-fonden og Lokale- og Anlægsfonden bidrager hver med 9,5 mio. kr.
Området er blevet etableret på det tidligere område, hvor Friluftsbadet, der lukkede i 2015, lå.